# 梅斯蒂亞市鎮

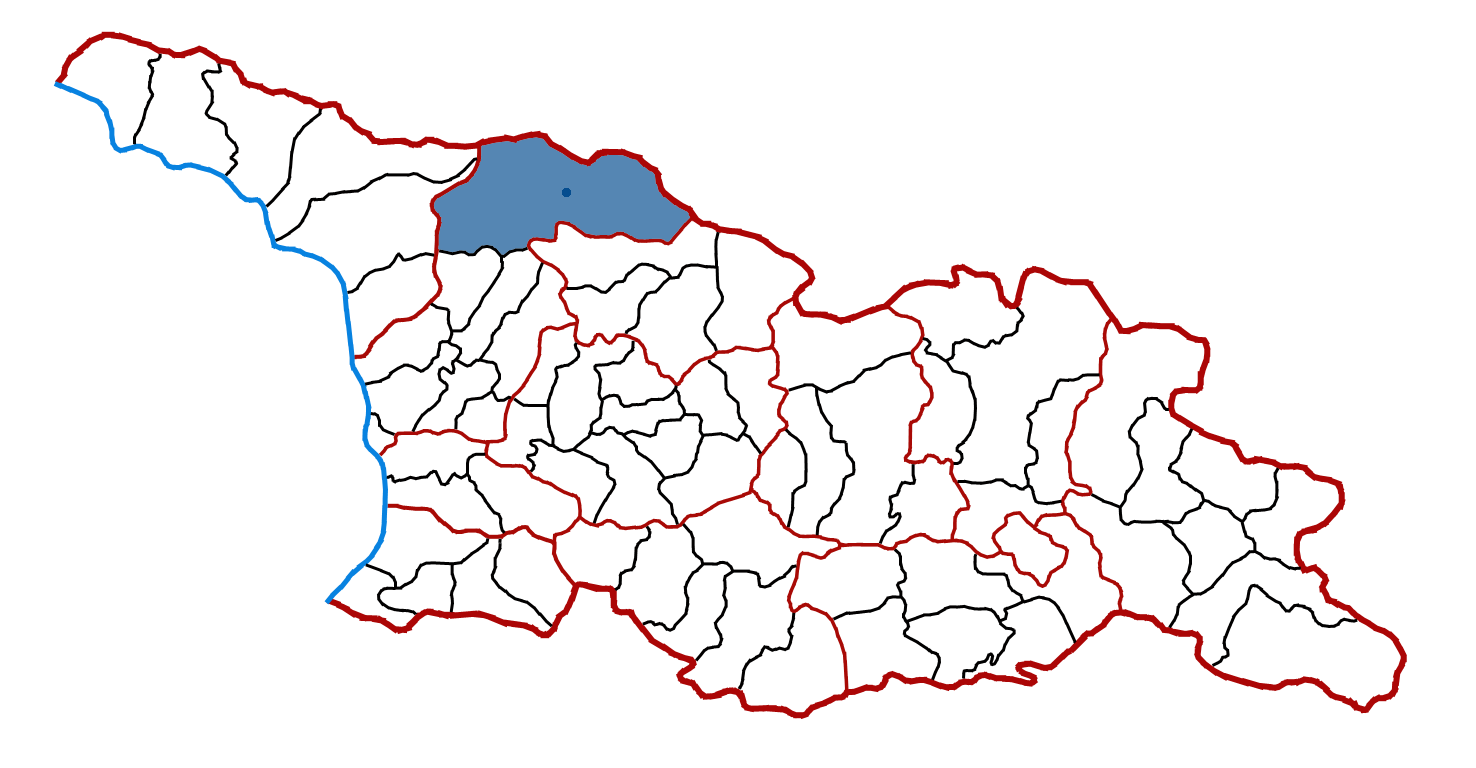

梅斯蒂亞市鎮，是格魯吉亚西北部拉恰-列其呼米和下斯瓦内蒂大区的市镇，行政中心为梅斯蒂亞。市镇面積为3,045平方公里，2014年人口数量为9,316人，人口密度每平方公里5人。